# Georgy Arbatov

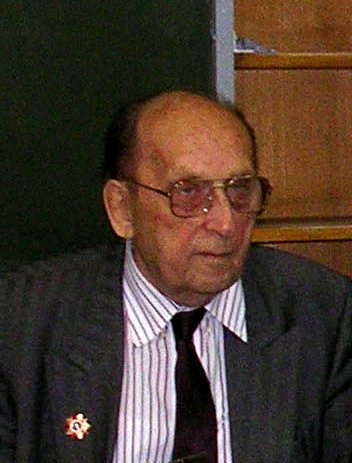

Georgy Arkadevich Arbatov (19 de maio de 1923 - 1 de outubro de 2010) foi um cientista político russo e soviético que serviu como conselheiro de cinco secretários-gerais do Partido Comunista da União Soviética, e era mais conhecido no Ocidente durante a Guerra Fria como um representante para as políticas da União Soviética nos Estados Unidos, onde o seu inglês fluente o ajudou a se tornar um convidado frequente na televisão americana. Ele foi o fundador do Institute for US and Canadian Studies.